# جورا مورمنت
جورا مورمنت (انگلیسی: Jorah Mormont) یک شخصیت داستانی در سری رمان‌های خیال‌پردازی ترانه یخ و آتش اثر نویسنده آمریکایی جرج آر. آر. مارتین و اقتباس تلویزیونی آن بازی تاج‌وتخت است. ایان گلن در نقش جورا مورمنت در سریال شبکه تلویزیونی اچ‌بی‌او بازی تاج‌وتخت به ایفای نقش پرداخت.
سر جوراه مورمونت جنگجویی متبحر، وارث خلع‌شده جزیره خرس و فرزند لرد مورمونت فرمانده نگهبانان شب است، که به علت فرار از مجازات خرید و فروش غیر قانونی برده به شهرهای آزاد گریخته است.
با وعده ای از طرف خاندان براتیون به عنوان جاسوس به سوی دنریس فرستاده شد تا  ترتیب قتل او را بدهد اما جوراه دلباخته دنریس شد و عشق و وفاداری اش مانع از ادامه ماموریتش برای خاندان براتیون شد. در نیمه راه خدمتش به دنریس رازش توسط سر باریستان سلمی آشکار شد و دنریس به پاس خدماتش از اعدامش صرف نظر و او را تبعید کرد.
سر جوراه به‌دنبال دوباره به دست آوردن اعتماد دنریس، تیریون لنیستر را زمانی که به علت قتل پدرش متواری شده بود ربود و به دنریس تحویل داد و دوباره به جمع یاران او پیوست. جوراه مورمونت تا پایان عمرش به دنریس وفادار ماند و در جنگ شب طولانی در هنگام دفاع از دنریس جان خود را ازدست داد.